# Happy Holiday
Happy Holiday ist eine deutsche Familienserie von Anfang der 1990er Jahre, die in 26 Folgen im Ersten Deutschen Fernsehen lief und das erste Mal 1993 und 1994 ausgestrahlt wurde.

## Handlung

### Staffel 1 (Folge 1 bis 13)
Im Mittelpunkt steht eine Geschichte um die griechische Insel Kos und die Ferienclub-Chefin Tizia, die von Silvia Reize gespielt wird. Tizia, hat ihr Team, zu dem der Animateur Giancarlo, der Sportlehrer Toni, Tizias Tochter Babs und Sylvia, die Dame an der Rezeption gehören, fest im Griff. In dem Clubdorf bietet sie den Gästen ein reichhaltiges Sport- und Unterhaltungsangebot – da bleibt niemand allein, und selbst Tizia findet in Fischer Nikos einen guten Freund.

### Staffel 2 (Folge 14 bis 26)
In der zweiten Staffel wechselt der Ort nach Mallorca, wo Clubchef Markus den „Happy Holiday-Club“ leitet. Nur im Verwaltungsbereich kennt er sich nicht aus, aber den regelt seine Lebensgefährtin und Assistentin Vicky. Markus hat manchmal andere Zukunftsvorstellungen und daher interessiert sich Vicky mehr für den Bildhauer Henrik, der in der Nähe der Clubanlage ihr „Traumhaus“ bewohnt. Allerdings will Markus Vicky nicht aufgeben.

## Schauspieler
| Schauspieler        | Rolle        |
| ------------------- | ------------ |
| Silvia Reize        | Tizia        |
| Spiros Focás        | Nikos        |
| Claudio Caramaschi  | Giancarlo    |
| Chrissy Schulz      | Babs         |
| Bernhard Bettermann | Gene (Eugen) |
| Julia Heinemann     | Sylvia       |
| Gregor Bloéb        | Toni         |

| Schauspieler       | Rolle  |
| ------------------ | ------ |
| Gerd Silberbauer   | Markus |
| Nicola Tiggeler    | Vicky  |
| Dorothea Schenck   | Susi   |
| Michael Fitz       | Oliver |
| Constanze Wetzel   | Tanja  |
| Winfried Glatzeder | Henrik |

| Schauspieler        | Folge  |
| ------------------- | ------ |
| Eddi Arent          | 05     |
| Rüdiger Bahr        | 16     |
| Renate Blume        | 22     |
| Christiane Blumhoff | 09     |
| Sabine Bohlmann     | 21     |
| Alfred Bosshardt    | 21     |
| Sharon Brauner      | 18     |
| Nicolas Brieger     | 25     |
| Franziska Bronnen   | 18     |
| Fabian Busch        | 16     |
| Claudia Butenuth    | 04     |
| Will Danin          | 10     |
| Ursula Dirichs      | 07     |
| Sky du Mont         | 11     |
| Bruno Eyron         | 04     |
| Barbara Feltus      | 16     |
| Michael Fitz        | 03     |
| Albert Fortell      | 20     |
| Daniel Friedrich    | 25     |
| Katrin Fröhlich     | 10     |
| Dirk Galuba         | 06     |
| Rainer Grenkowitz   | 02     |
| Pia Hänggi          | 16     |
| Erich Hallhuber     | 09     |
| Fabian Harloff      | 18     |
| Marek Harloff       | 18     |
| René Heinersdorff   | 14     |
| Herbert Herrmann    | 03     |
| Bernd Herzsprung    | 08     |
| Michael Hinz        | 05     |
| Christina Hoeltel   | 11, 17 |
| Robert Hoffmann     | 20     |
| Jenny Jürgens       | 12     |
| Karin Kienzer       | 20     |
| Diana Körner        | 16     |
| Lara Joy Körner     | 16     |
| Mijou Kovacs        | 10     |
| Hansi Kraus         | 12     |
| Lisa Kreuzer        | 09     |
| Ulrike Kriener      | 19     |
| Eva Kryll           | 03     |
| Oliver Lentz        | 12     |

| Schauspieler              | Folge  |
| ------------------------- | ------ |
| Andrea L’Arronge          | 15     |
| Oliver Lentz              | 12     |
| Michael Lesch             | 02, 21 |
| Dominique Lorenz          | 23     |
| Claudia Lössl             | 07     |
| Walo Lüönd                | 02     |
| Dirk Martens              | 04     |
| Max Volkert Martens       | 16     |
| Wookie Mayer              | 03     |
| Michaela Merten           | 11     |
| Stephan Meyer-Kohlhoff    | 01     |
| Daniel Muck               | 09     |
| Joachim Dietmar Mues      | 17     |
| Frank Muth                | 02, 23 |
| Sandra Nedeleff           | 15     |
| Elisabeth Niederer        | 21     |
| Carolin Ohrner            | 10, 20 |
| Krista Posch              | 26     |
| Janette Rauch             | 02     |
| Siegfried Rauch           | 14     |
| Michael Roll              | 15     |
| Angela Roy                | 08     |
| Barbara Rudnik            | 06     |
| Sebastian Rudolph         | 22     |
| Siemen Rühaak             | 23     |
| Birge Schade              | 23     |
| Ralph Schicha             | 07     |
| Thomas Schücke            | 01     |
| Michael Schwarzmaier      | 20     |
| Gerd Silberbauer          | 13     |
| Elke Sommer               | 04     |
| Jutta Speidel             | 13     |
| Karina Thayenthal         | 25     |
| Alexander Maria Virgolini | 09     |
| Michael von Au            | 06     |
| Nora von Collande         | 12     |
| Sharon von Wietersheim    | 01     |
| Klaus Wennemann           | 10     |
| Elmar Wepper              | 15     |
| Constanze Wetzel          | 13     |
| Ute Willing               | 08     |
| Katja Woywood             | 12     |

## Episoden
| Folge | Titel                       | Ausstrahlung     |
| ----- | --------------------------- | ---------------- |
| 1     | Liebe auf den zweiten Blick | 24. Februar 1993 |
| 2     | Gemeinsam wider Willen      | 3. März 1993     |
| 3     | Täuschungsmanöver           | 10. März 1993    |
| 4     | Der Star                    | 17. März 1993    |
| 5     | Schachmatt                  | 24. März 1993    |
| 6     | Tango                       | 31. März 1993    |
| 7     | Tizias Lüge                 | 7. April 1993    |
| 8     | Freundinnen                 | 14. April 1993   |
| 9     | Geheimnisse                 | 21. April 1993   |
| 10    | Der Vertrag                 | 28. April 1993   |
| 11    | Schiffbruch                 | 5. Mai 1993      |
| 12    | Der Profi                   | 12. Mai 1993     |
| 13    | Umwege zum Glück            | 19. Mai 1993     |

| Folge | Titel                      | Ausstrahlung      |
| ----- | -------------------------- | ----------------- |
| 14    | Keine Angel ohne Haken     | 8. Dezember 1993  |
| 15    | Das Foto                   | 15. Dezember 1993 |
| 16    | Das Geständnis             | 22. Dezember 1993 |
| 17    | Ein Spiel mit dem Feuer    | 29. Dezember 1993 |
| 18    | Kain und Abel              | 5. Januar 1994    |
| 19    | Höhenflüge                 | 12. Januar 1994   |
| 20    | Gemischtes Doppel          | 19. Januar 1994   |
| 21    | Die Autopanne              | 26. Januar 1994   |
| 22    | Das Traumhaus              | 2. Februar 1994   |
| 23    | Fremde Federn              | 9. Februar 1994   |
| 24    | Wenn Männer zu sehr lieben | 23. Februar 1994  |
| 25    | Etikettenschwindel         | 9. März 1994      |
| 26    | Der Roman                  | 16. März 1994     |

## CD- und DVD-Veröffentlichungen
1992 kam eine Musik-CD (Polydor 517 739-2) mit den Soundtracks zur Serie heraus.
Die Episoden der Staffel 1 wurden am 7. August 2015 in einer DVD-Komplettbox von Pidax veröffentlicht. Am 2. Oktober 2015 folgte eine Komplettbox mit den Episoden der Staffel 2. Beide Boxen enthalten je drei DVDs.